# Ramosil
Ramosil är en ort i Mexiko.   Den ligger i kommunen Chilón och delstaten Chiapas, i den sydöstra delen av landet, 800 km öster om huvudstaden Mexico City. Ramosil ligger 696 meter över havet och antalet invånare är 499.
Terrängen runt Ramosil är lite bergig. Runt Ramosil är det ganska tätbefolkat, med 54 invånare per kvadratkilometer. Närmaste större samhälle är Río Jordán, 19,8 km nordost om Ramosil. I omgivningarna runt Ramosil växer i huvudsak städsegrön lövskog.